# Ca l'Argelich
Ca l'Argelich és un dels edificis més significatius i importants de l'Arquitectura Racionalista a Tàrrega tant per les dimensions com per l'arquitectura. Protegida com a bé cultural d'interès local, tota la unitat de l'edifici queda dividida per quatre caixes d'escala. Consta de planta baixa i dos pisos, a excepció de l'escala que queda situada a l'extrem del solar que fa cantonada amb el carrer Montsec on s'afegí posteriorment una altra planta.
A la planta baixa hi ha quatre portes allindades corresponents a les quatre entrades de cada escala. Entre porta i porta hi ha quatre finestres, dues a cada banda, que donen molta lluminositat a l'interior. En aquesta planta hi ha un mur amb obra vista a base de maons disposats regularment entre les obertures.
Els dos pisos superiors són idèntics pel que fa arquitectònicament. Cal destacar les múltiples obertures apaïsades que es disposen en tota la seva façana.
L'exterior d'aquest solar es distribueix en dues estructures alternades en el mur. Per una banda, hi ha dos cossos sobresortints, amb quatre obertures a cada pis en forma de finestra i per altra banda, alternats amb aquests, hi ha dos cossos més, els quals estan més enfonsats, on hi ha una obertura per cada escala en forma de balcó. El mur d'aquests dos pisos es torna a repetir el mateix motiu que en la planta baixa: entre panys d'obra vista entre les obertures i arrebossat a la resta.
Cal destacar l'últim cos afegit a l'extrem de l'edifici. La seva silueta superior és en forma piramidal escalonada cosa que dona un aspecte diferent d'una façana a l'altra. S'estructura amb grans obertures rectangulars apaïsades en forma de terrassa, descobertes a l'exterior. Gran exemple de l'arquitectura racionalista dels anys 30.